# Bowbells
Bowbells és una població dels Estats Units a l'estat de Dakota del Nord. Segons el cens del 2000 tenia 406 habitants.

## Demografia
Segons el cens del 2000, Bowbells tenia 406 habitants, 174 habitatges, i 116 famílies. La densitat de població era de 198,4 hab./km².
Dels 174 habitatges en un 31,6% hi vivien nens de menys de 18 anys, en un 55,7% hi vivien parelles casades, en un 7,5% dones solteres, i en un 33,3% no eren unitats familiars. En el 32,2% dels habitatges hi vivien persones soles el 19,5% de les quals corresponia a persones de 65 anys o més que vivien soles. El nombre mitjà de persones vivint en cada habitatge era de 2,33 i el nombre mitjà de persones que vivien en cada família era de 2,97.
Per edats la població es repartia de la següent manera: un 27,3% tenia menys de 18 anys, un 3,7% entre 18 i 24, un 24,9% entre 25 i 44, un 23,2% de 45 a 60 i un 20,9% 65 anys o més.
L'edat mediana era de 42 anys. Per cada 100 dones de 18 o més anys hi havia 90,3 homes.
La renda mediana per habitatge era de 30.455 $ i la renda mediana per família de 35.625 $. Els homes tenien una renda mediana de 30.833 $ mentre que les dones 12.212 $. La renda per capita de la població era de 15.491 $. Entorn del 9,2% de les famílies i el 8,6% de la població estaven per davall del llindar de pobresa.

## Poblacions més properes
El següent diagrama mostra les poblacions més properes.